# Diocesi di Tanudaia
La diocesi di Tanudaia (in latino Dioecesis Tanudaiensis) è una sede soppressa e sede titolare della Chiesa cattolica.

## Storia
Tanudaia, nell'odierna Tunisia, è un'antica sede episcopale della provincia romana di Bizacena, benché non tutti gli autori siano concordi con questa attribuzione.
Unico vescovo conosciuto di questa diocesi africana è il donatista Donato, che prese parte alla conferenza di Cartagine del 411, che vide riuniti assieme i vescovi cattolici e donatisti dell'Africa romana. La sede in quell'occasione non aveva vescovi cattolici.
Dal 1933 Tanudaia è annoverata tra le sedi vescovili titolari della Chiesa cattolica; la sede è vacante dal 13 giugno 2019.

## Cronotassi

### Vescovi
- Donato † (menzionato nel 411) (vescovo donatista)

### Vescovi titolari
- John Edgar McCafferty † (5 gennaio 1968 - 30 aprile 1980 deceduto)
- Wilfredo Dasco Manlapaz (22 dicembre 1980 - 31 gennaio 1986 nominato vescovo di Tagum)
- Maximiano Tuazon Cruz † (10 novembre 1987 - 20 dicembre 1994 nominato vescovo di Calbayog)
- Joseph O. Egerega † (3 marzo 1997 - 3 febbraio 2013 deceduto)
- Dante Gustavo Braida (11 aprile 2015 - 13 dicembre 2018 nominato vescovo di La Rioja)
  - Carlos Eugenio Irarrázaval Errázuriz (22 maggio 2019 - 13 giugno 2019 dimesso) (vescovo eletto)